# Ioana Papuc
Ioana Papuc, född den 4 januari 1984 i Cimpulung Moldovenesc i Rumänien, är en rumänsk roddare.
Hon tog OS-brons i åtta med styrman i samband med de olympiska roddtävlingarna 2008 i Peking.